# Серафим Рилски
Серафим Рилски, със светско име Златко Николов Юрук, е български духовник и църковен деец.

## Биография
Роден в горноджумайското село Тросково, тогава в Османската империя. Завършва образованието си в Рилския манастир, където се замонашва. През 1847 година дарява цялото си състояние за възстановява църквата „Свети Архангел Михаил“ в Тросковския манастир. По-късно Серафим става игумен на манастира. През 1856 година пише дописка в „Цариградски вестник“ в която се съдържат ценни сведения за манастира. Серафим Рилски развива дейност в помощ на книгоиздаването. Умира в 1869 година.